# Rejon Xocavənd
Rejon Xocavənd (azer. Xocavənd rayonu) – według oficjalnego statusu jeden z rejonów w zachodnim Azerbejdżanie. Od początku lat 90. do 2020 roku niemal cały obszar rejonu znajdował się pod kontrolą ormiańską i wchodził w skład nieuznawanej Republiki Górskiego Karabachu. Od czasu porozumienia kończącego działania zbrojne w Górskim Karabachu w listopadzie 2020 roku jedynie północna część obszaru była kontrolowana przez Ormian z Górskiego Karabachu. W 2023 reszta rejonu powróciła pod kontrolę Azerbejdżanu.